# Hazleton (Iowa)
Hazleton – miasto w Stanach Zjednoczonych, w stanie Iowa, siedziba hrabstwie Buchanan. W 2000 liczyło 950 mieszkańców.